# Honda Dream-serie
De Honda Dream-serie is een serie motorfietsen van Honda, waarmee het merk voor het eerst op de Europese en Amerikaanse markt kwam. De Dream-modellen vanaf 1957 waren de eerste tweecilinders van Honda.

## Voorgeschiedenis

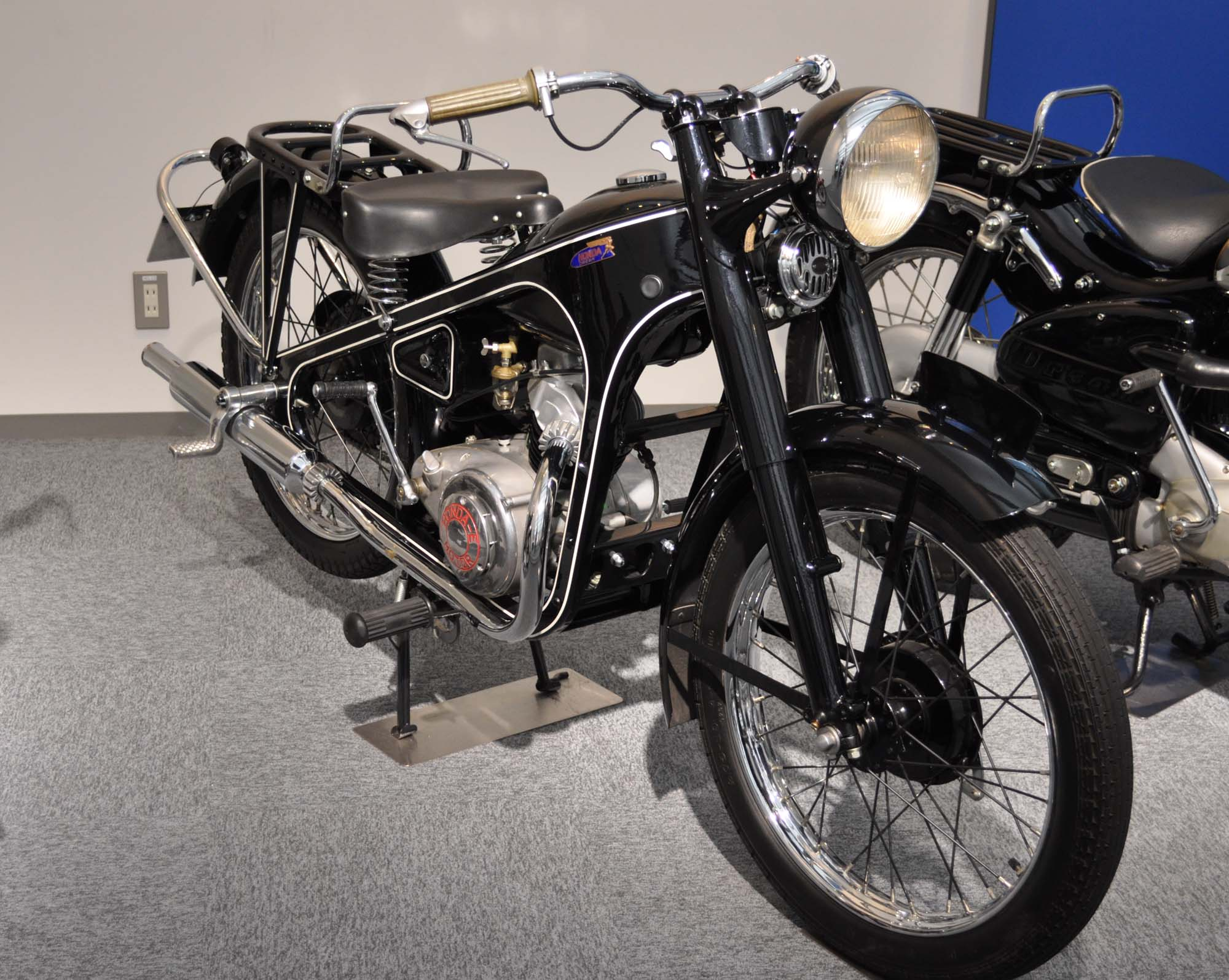
Voorganger:Dream Model E

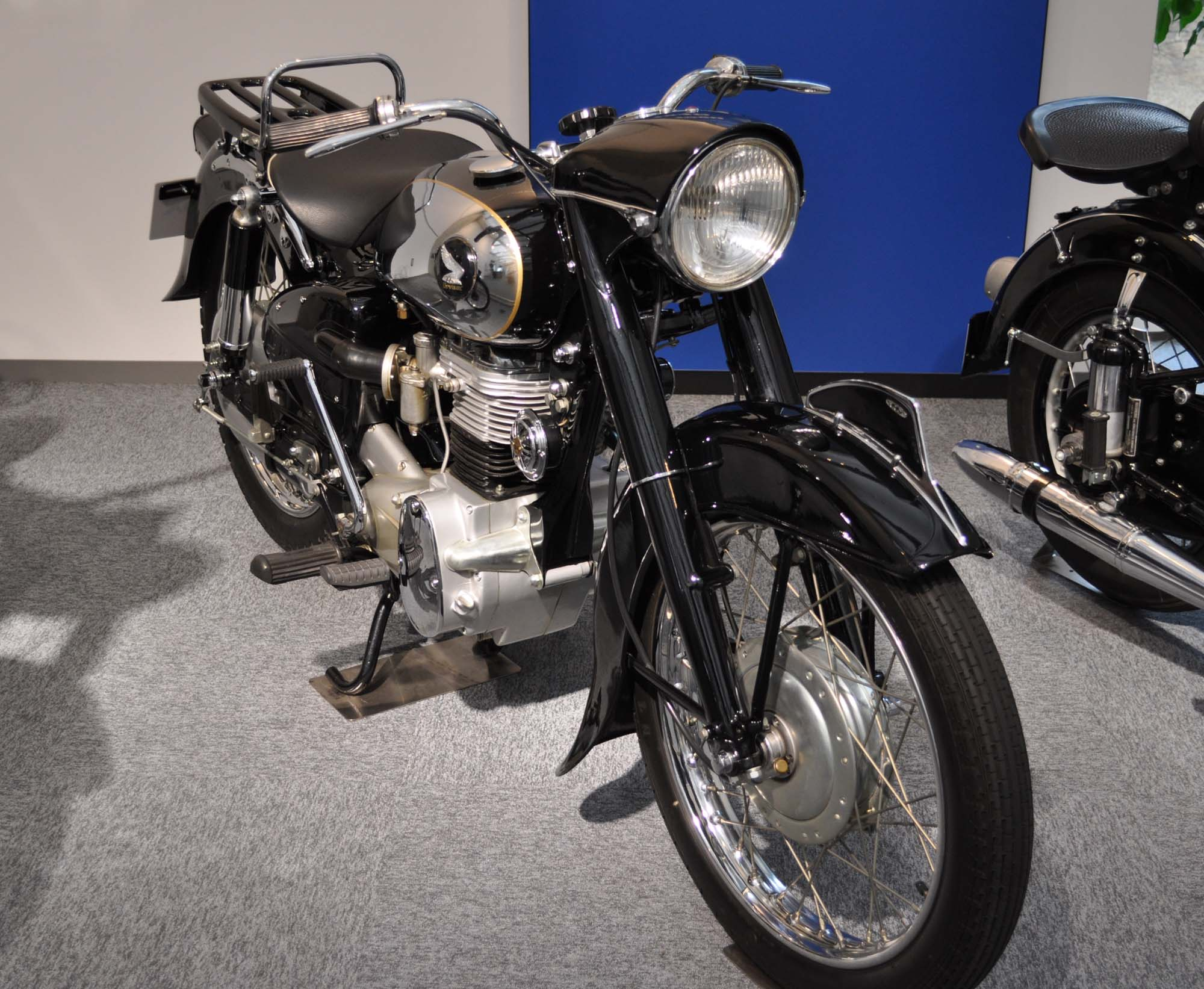
Honda Dream SA

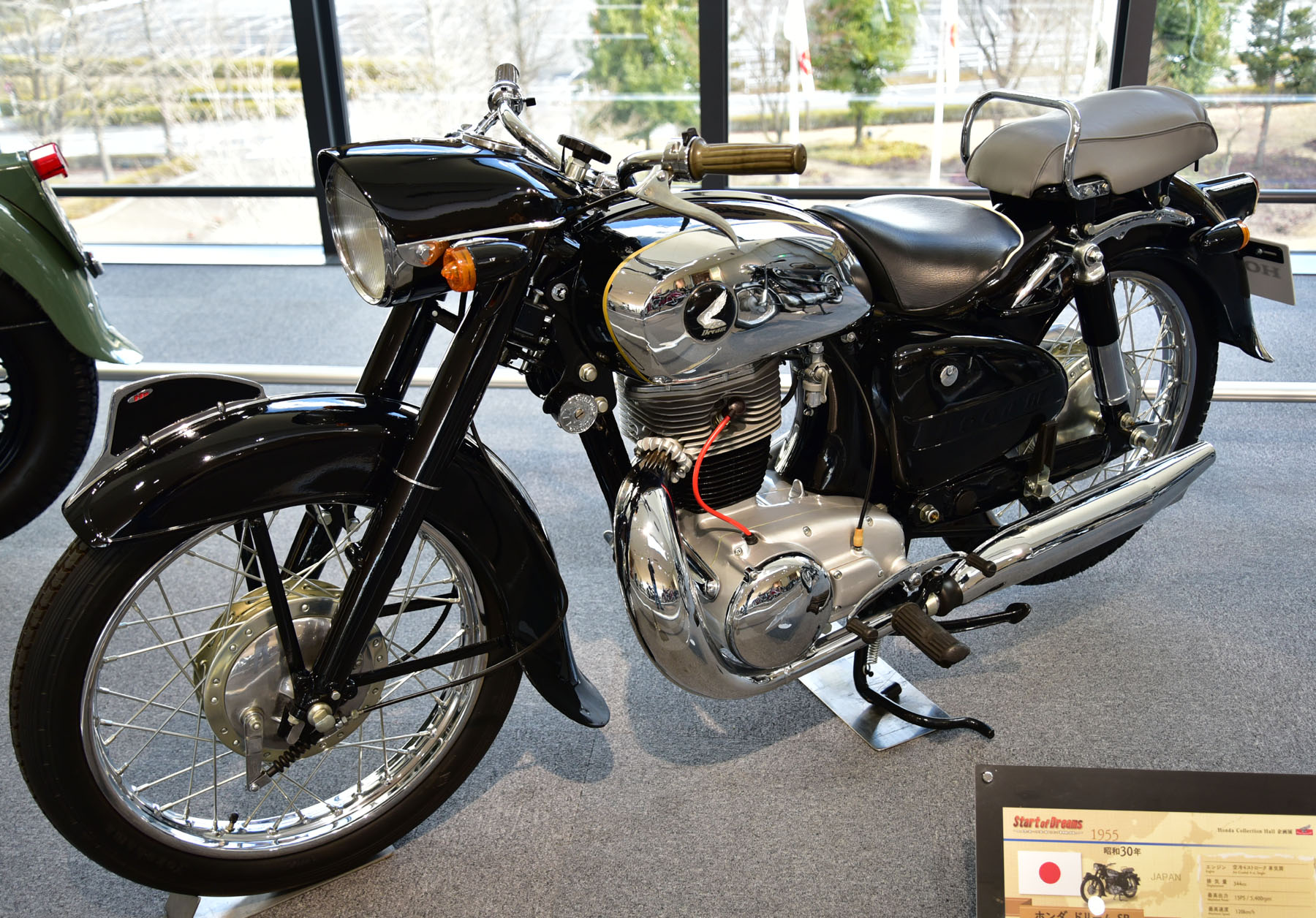
Honda Dream SB

De naam "Dream" was door Soichiro Honda al aan eerdere modellen gegeven: het Honda Dream Model D uit 1949 en het Honda Dream Model E uit 1951. De naam gaf het gevoel van Honda, die zijn bedrijf pas in 1946 had opgericht, weer: de droom om de grootste motorfabrikant ter wereld te worden. Halverwege de jaren vijftig zag het daar nog helemaal niet naar uit, vooral in 1954, toen het merk op de rand van de afgrond stond door technische problemen met de Juno K-scooter, de Benly J en het Dream Model 4E.

## Eerste serie

### Dream SA en SB
In april 1955 verscheen de eencilinder 350cc-Honda Dream SB die 14½ pk leverde en in mei volgde de eencilinder 250cc-Dream SA die 10½ pk leverde. Dit waren de eerste motorfietsen van Honda die meer dan 10 pk op de been brachten. Beide modellen hadden duidelijke kenmerken van de NSU Max en de Horex Regina, hoewel de Regina nog stoterstangen had terwijl de NSU en de Honda's bovenliggende nokkenassen hadden. Races waren halverwege de jaren vijftig al populair in Japan en de meeste fabrieken namen eraan deel omdat de verkopen er gunstig door beïnvloed werden. In juli won de net uitgebrachte Honda Dream SA de Mount Fuji-heuvelklim, die Honda nog nooit gewonnen had. De belangrijkste Japanse race was die op de Asama-vulkaan die in november plaatsvond. Met speciaal geprepareerde machines, gebaseerd op de Dream SA, schreef Honda in drie klassen in: 250 cc, 350 cc en 500 cc. Ze werden tweede, eerste en eerste. Hoewel Mikio Omura de 350cc-race won, herinnerde hij zich de woede van Soichiro Honda over het verlies van de 125- en de 250cc-klassen. De Lilac SYZ waarmee de zestienjarige Fumio Ito de 250cc-race won was een product van Tadashi Ito, die ooit onder Honda had gewerkt bij het autobedrijf Art Shokai.
Toch werden de machines nog geen succes. Andere merken zoals Hosk leverden sterkere kopklepmotoren, maar de Honda's hadden toch enkele technische voordelen, zoals de swingarm-achtervering in plaats van de plunjervering van de concurrentie. Ze waren echter veel te zwaar (meer dan 170 kg) voor hun beperkte vermogen.

## Tweede serie

### Dream ME en MF
In 1956 werden de machines verbeterd: de SA werd de Dream ME en de SB werd de Dream MF. Het vermogen was toegenomen en opnieuw toog men naar de Asama-vulkaan om te racen. Yamaha won de 125- en de 250cc-klasse, Honda de 350cc-klasse, waarin Yamaha niet had ingeschreven. Toch werd Honda weer dwarsgezeten door een concurrent: Colleda bracht de 250cc-Colleda TT uit, die 16 pk leverde en slechts 158 kg woog, terwijl de Dream ME 174 kg woog en slechts 14 pk leverde.

## Derde serie
In 1957 verschenen de eerste tweecilindermodellen. Het waren zeer moderne paralleltwins met een boring/slagverhouding van 53,8 x 53,8 mm, twee kleppen per cilinder en een bovenliggende nokkenas. Honda had weer goed gekeken naar de NSU Max-serie, hoewel dit met uitzondering van de NSU Rennmax eencilinders waren. Honda gebruikte echter net als NSU veel aluminium en de bovenliggende nokkenas, die echter door een ketting werd aangedreven, waar NSU het ingewikkelde Ultramaxsysteem met excenters en schuifstangen toepaste. De Honda's hadden net als de NSU's een plaatframe, maar daar was Honda al bij de eerdere modellen mee begonnen omdat het veel goedkoper te produceren was en veel eenvoudiger was bij massaproductie. Ongebruikelijk was echter het plaatstalen stuur. Deze eerste tweecilinders, die alleen voor de Japanse markt bestemd waren, hadden echter een uitstekende afwerking, met elektrische richtingaanwijzers en een lekvrij carter. Typisch voor de binnenlandse markt was ook het zweefzadel, dat de klant naar keuze kon aanvullen met een bagagerek of een apart, tweede zadel voor een duopassagier.

### C 70 Dream
De C 70 Dream was het basismodel met 16 inch wielen, verchroomde zijkanten aan de tank en een plaatstalen stuur.

### CS 70 Dream
De CS 70 Dream was de sportuitvoering, die alleen van de C 70 afweek door de omhooggebogen uitlaten. De rest van de machine was identiek aan de C 70, dus ook de motorprestaties.

### C 75 Dream
De C 75 Dream was het zustermodel van de C 70. Door de boring op 60 mm te brengen mat de motor 305 cc. Van de C 75 verscheen geen sportversie.

## Vierde serie
| Toen Honda met de C 71/C 76-serie in 1959 op de Europese markt kwam, was dat op een perfect moment. De Britse motorfietsindustrie was op dat moment in verwarring door de komst van de Mini en twijfelde of men de lichte modellen zoals de Norton Jubilee en de BSA C15 wel moest doorontwikkelen. Bovendien was daar ook nauwelijks geld voor. Adler was eind jaren vijftig al gestopt met de productie van motorfietsen. BMW twijfelde over het voortzetten van de motorfietsproductie en bracht nog wel de 250cc-R 27 uit, maar staakte daarna de ontwikkeling van haar motorfietsen tot in 1969, toen de R 27 geen opvolger kreeg. NSU staakte de productie van motorfietsen in 1967 omdat men bang was dat de slechte reputatie van de motorfiets de autoverkoop zou schaden. Verder waren er nog enkele Italiaanse merken die buiten Italië slechts een klein marktaandeel hadden, zoals Moto Guzzi met de Lodola en Ducati met de 200 Elite, die slechts 200 cc mat en veel te sportief was voor woon-werkverkeer. Ook prijstechnisch was de Honda C 71 Dream een goed alternatief: hij kostte in Nederland slechts ƒ 2.350,=, terwijl de Norton Jubilee, een ouderwetse stoterstangen-paralleltwin ƒ 2.995,= kostte, een Ariel Leader kostte ook ƒ 2.995,= en een 350cc-Twenty One kostte zelfs 3.260,=. In die tijd was een maandsalaris van ƒ 400.= heel normaal, zodat de prijsverschillen zwaar wogen. Toch weerden de Britten zich nog wel: dealers die Honda's in hun showroom wilden zetten werden bedreigd met vertraagde levering van Britse motorfietsen. De Honda's werden wel door veel motorrijders met achterdocht bekeken. Men sprak over goedkoop Japans wegwerpmateriaal en twijfelde aan de betrouwbaarheid van de machines. Dat was ook niet zo vreemd, want tot dat moment hadden Japanse motorfietsfabrikanten zich uitsluitend beziggehouden met het kopiëren van Europese en Amerikaanse motorfietsen, maar de Honda Dream-modellen wisten zich al snel te bewijzen. Toch kwam er wel concurrentie: In 1960 bracht Yamaha de YD 2 in Europa uit: een 250cc-tweetakt die nog erg veel leek op de Adler MB 250, wel al een telescoopvork en een dynastart had, maar slechts 14 pk leverde. Halverwege de jaren zestig was er van Europese concurrentie al geen sprake meer. De Honda CB 72 Super Sport en CB 77 Super Sport moesten het opnemen tegen de Suzuki T 20 en de Kawasaki A7 Avenger. |

De vierde Dream-serie, die in 1958 werd gepresenteerd, kreeg een startmotor en een duozadel, hoewel het oorspronkelijke zweefzadel met apart duokussen of bagagerek ook leverbaar bleef. Met deze serie ging Honda de wereldmarkt op, beginnend in de Verenigde Staten, waar al in 1958 twee exemplaren naar de American Honda Motor Company in Los Angeles werden gestuurd. In 1959 volgde een grotere exportactie naar Europa: De C 71 Dream werd eerst gepresenteerd op de Nederlandse Motor-Rai van dat jaar en er werden 144 exemplaren naar Nederland verscheept. Daarna gingen 205 exemplaren naar het Verenigd Koninkrijk. Een Nederlandse motorjournalist had de C 71 Dream al getest en zijn verslag was lovend. Vooral het vermogen van 18 pk en het maximum toerental van 9.000 tpm waren in Europa ongekend, net als een goed functionerende startmotor. Ook de standaard gemonteerde achteruitkijkspiegel en elektrische clignoteurs waren in deze tijd geen gemeengoed. Voor zover men in Europa wist werden er in Japan alleen kopieën van westerse motorfietsen gemaakt, maar dat was de C 71 zeker niet. Met een topsnelheid van 125 km/uur en een kruissnelheid van 110 km/uur was de C 71 voor Europese begrippen een sportieve motorfiets, sneller dan een NSU Max (17 pk), een Adler MB 250 (16 pk) of een BMW R 26 (15 pk), hoewel sportieve rijders een telescoopvork boven de geduwde schommelvork prefereerden. Ook was de vering berekend op de slechte Japanse wegen en daarom niet geschikt voor sportief rijgedrag. De machine was klein, gemaakt voor Japanners en niet voor veel grotere Europeanen. De eerste versies hadden nog een repeteerversnellingsbak, waar westerse rijders niet aan konden wennen waardoor vooral de vierde versnelling vaak sneuvelde. Eind 1959 werd deze vervangen door een sequentiële versnellingsbak. Intussen verkochten deze Honda's in Japan zeer goed, ze kregen zelfs een soort cult-status.

### C 71 Dream
De C 71 Dream was het basismodel met een startmotor, 16 inch wielen, verchroomde zijkanten aan de tank en een plaatstalen stuur. De machine werd geleverd in wit, zwart, blauw en "Scarlet Red", had een vierkante koplamp en een verchroomde tank zonder kniestukken.

### CA 71 Dream
De CA 71 was de Amerikaanse versie van de C 71 en was identiek, met uitzondering van het verhoogde en verchroomde buisstuur.

### CE 71 Dream
Van het sportmodel CE 71 werden slechts 294 exemplaren gebouwd, allemaal in 1959. De CE 71 had een wat hoekigere, zilvergrijze tank, die leek op die van de CB 92 Benly en was voorzien van rubberen knievlakken. De kleuren waren zilver/zwart en zilver/bordeauxrood, de koplamp was vierkant. De eerste exemplaren hadden 18 inch wielen, de laatste 16 inch wielen. De verkochte machines werden echter teruggeroepen en de meeste werden verschroot.

### CS 71 Dream
De CS 71 was de sportversie van de C 71 met omhooggebogen uitlaten.

### CSA 71 Dream
De CSA 71 was de Amerikaanse versie van de CS 71 en kreeg een verhoogd buisstuur.

### C 76 Dream
De 305cc-C 76 was de opvolger van de C 75 en kwam eind 1959 naar Europa en de VS. Daar werd hij het topmodel, ondanks het verschijnen van de speciale CA 76. De kleuren waren identiek aan die van de C 71: wit, zwart, blauw en "Scarlet red". De koplamp was vierkant met een geïntegreerde snelheidsmeter.

### CA 76 Dream
Hoewel de CA 76 met zijn verhoogde buisstuur speciaal voor de Amerikaanse markt was gemaakt, werden er maar weinig van geproduceerd. De "normale" C 76 werd het topmodel in de VS.

### CS 76 Dream
De CS 76 was het 305cc-zustermodel van de CS 71, met de omhooggebogen uitlaten, maar met een laag plaatstalen stuur.

### CSA 76 Dream
De CSA 76 was de Amerikaanse versie van de CS 76 met een hoog buisstuur, verchroomde tankflanken en knierubbers.

## Vijfde serie

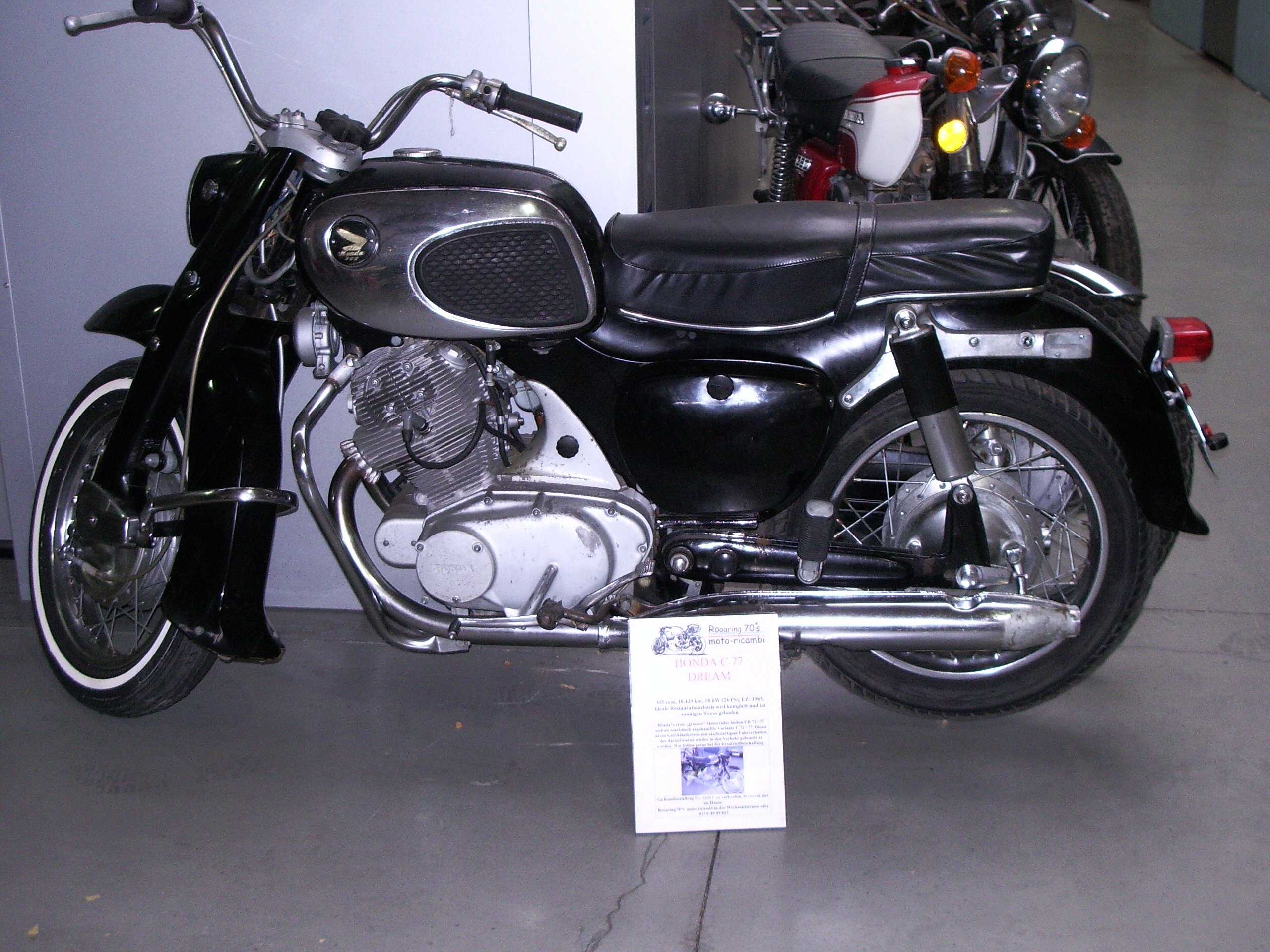
De tweede versie van de Honda CA 77 Dream had net als die van de CA 72 Dream een hoekige tank

De vijfde serie van de Honda Dream verscheen in 1960 en de "gewone" modellen leverden nu 20 pk. Met de komst van de C 72/C 77-modellen werd ook een kinderziekte van de eerdere series opgelost. Daarvan brak de krukas weleens doordat de zware koppeling op het vliegwiel was gemonteerd. Bij de nieuwe serie verhuisde de koppeling naar de ingaande versnellingsbakas, terwijl een korte primaire ketting voor de aandrijving vanaf de krukas zorgde. Voor de sportieve rijders bracht Honda nu wel twee echte sportmodellen: de 250cc-CB 72 Super Sport en de 305cc-CB 77 Super Sport, die 24 resp. 28 pk leverden en ook een buisframe en een telescoopvork hadden. De Dream-modellen van de vijfde serie kregen een wet-sump smeersysteem. Opmerkelijk was dat er van de 250cc-versie geen CS- en CSA-sportmodellen verschenen omdat die functie werd overgenomen door de CB 72 Super Sport. Bij de 350cc-versie kwam de CB 77 Super Sport als speciaal sportmodel, maar daarnaast verschenen ook nog de CS 77 Dream en de CSA 77 Dream.

### C 72 Dream
De C 72 Dream werd geleverd in wit, zwart, blauw en "scarlet red", in alle gevallen met verchroomde tankflanken met rubberen knievlakken.

### CA 72 Dream
De CA 72 Dream was de Amerikaanse versie, met een hoog buizenstuur i.p.v. het plaatstalen stuur van de C 72 Dream.

### CA 72 Dream tweede versie
De tweede versie van de CA 72 Dream kreeg een meer hoekige brandstoftank, net zo groot als die van de CA 77 Dream.

### C 77 Dream
De 305cc-versie van de C 72 Dream, maar met een grotere brandstoftank.

### CA 77 Dream
De CA 77 Dream was de Amerikaanse versie, met een hoog buizenstuur i.p.v. het plaatstalen stuur van de C 77 Dream.

### CA 77 Dream tweede versie
De tweede versie van de CA 77 Dream kreeg een meer hoekige brandstoftank.

### CS 77 Dream
De CS 77 Dream was uiterlijk identiek aan de eerdere CS 76. De CS 77 had geen 250cc-zustermodel.

### CSA 77 Dream
De CSA 77 Dream was uiterlijk identiek aan de eerdere CSA 76. De CSA 77 had geen 250cc-zustermodel.

## Gedateerd
De normale C 77-modellen werden halverwege de jaren zestig uiterlijk wel erg gedateerd. De forse spatborden en het plaatwerk raakten uit de mode, maar motorisch waren ze nog steeds erg modern. Honda verving het gedateerde ontwerp pas in 1968 op met de komst van de CB 250 en de CB 350.

## Afgeleide modellen

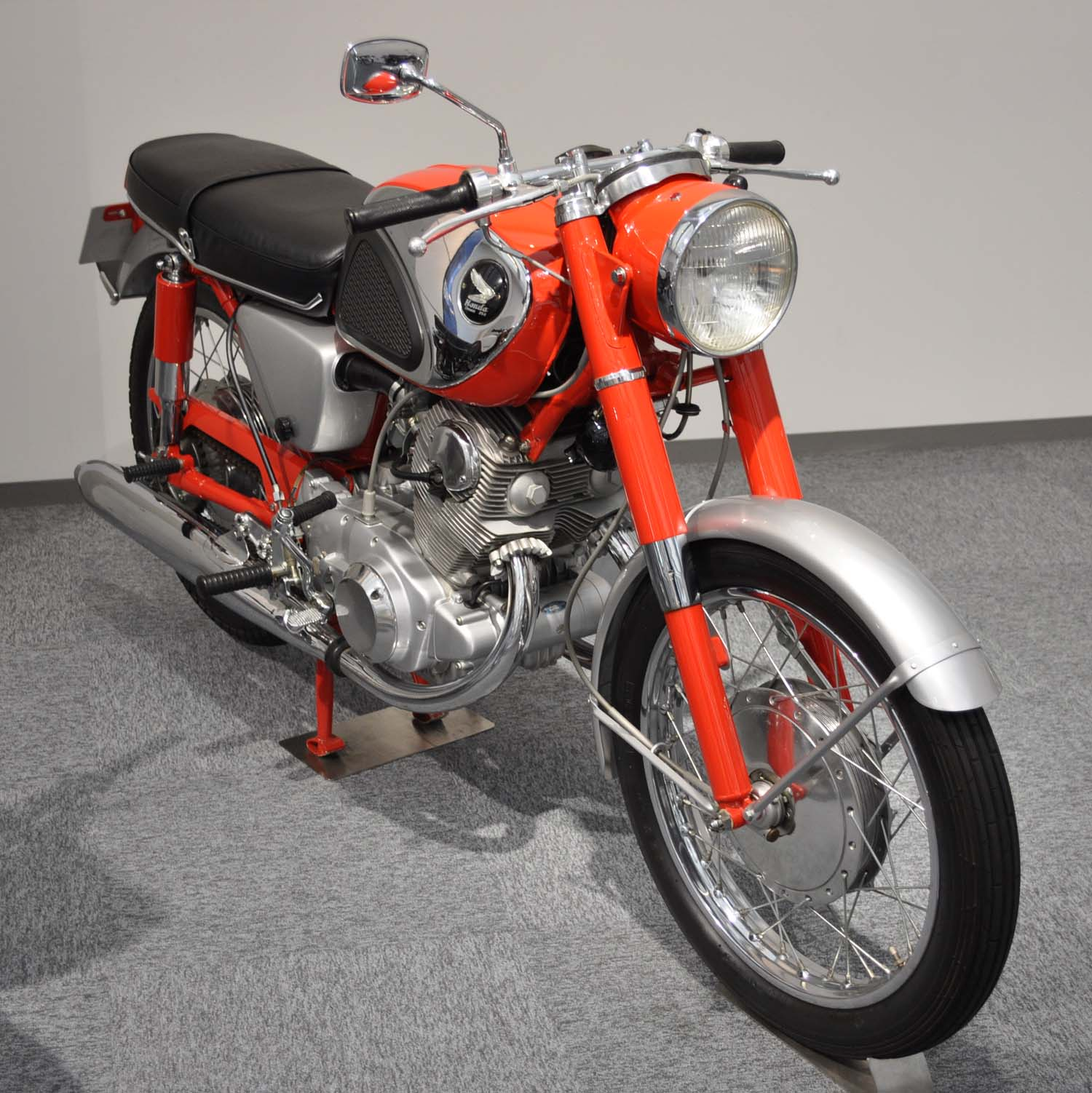
Honda CB 72 Super Sport

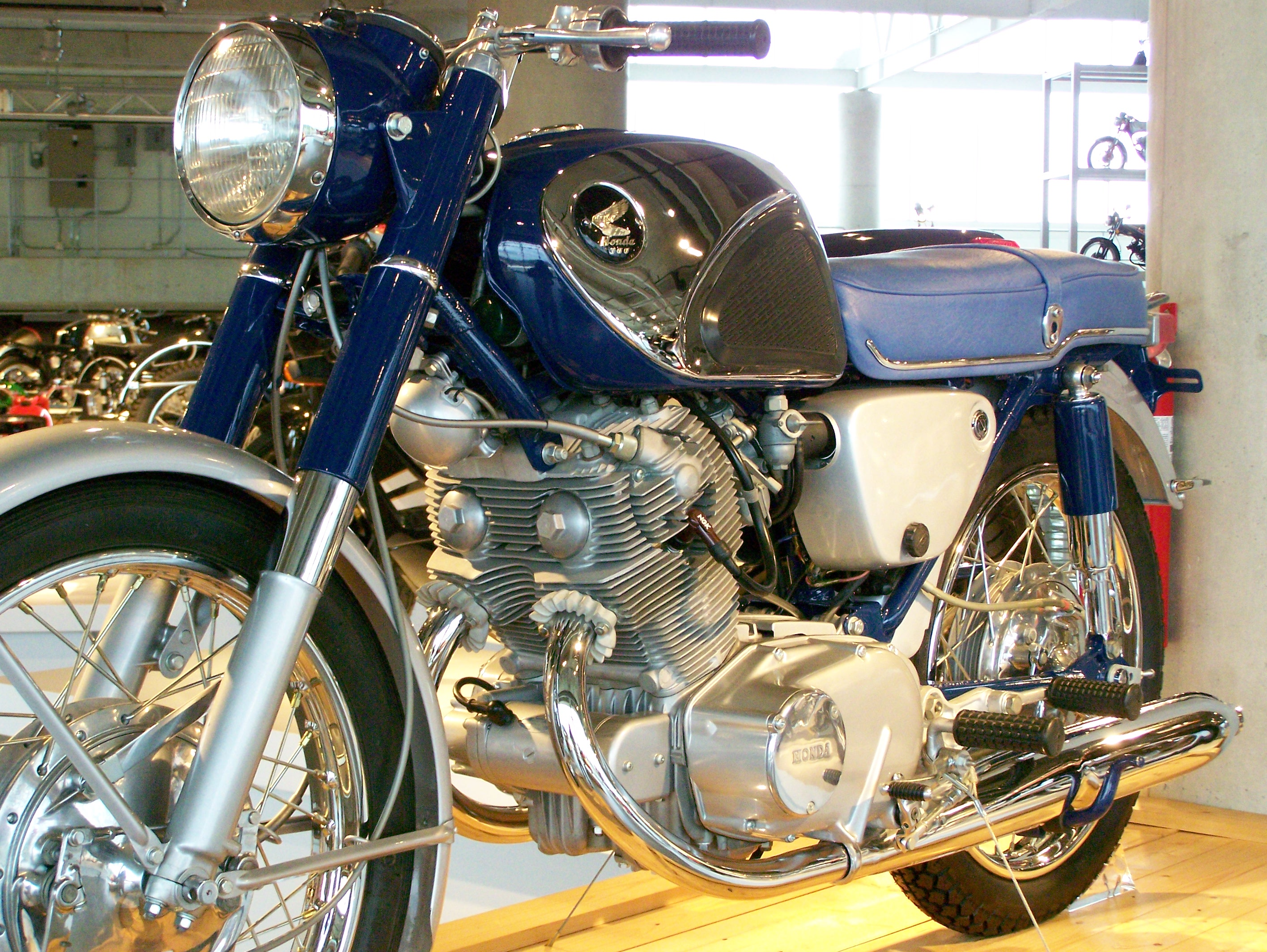
Honda CB 77 Super Sport

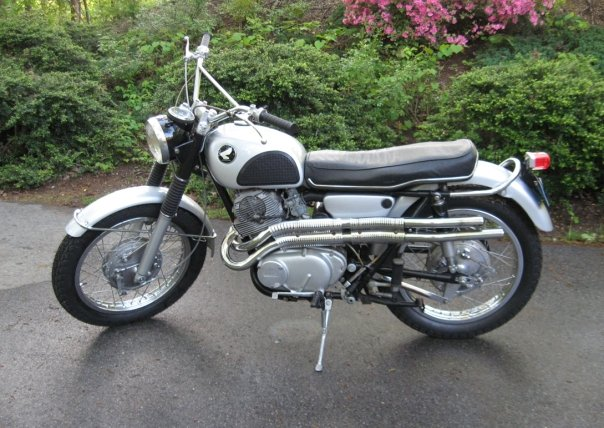
CL 77 Scrambler uit 1967

### CB 71 Dream Sport
In 1962 bracht Honda alleen voor de Japanse markt de 305cc-CB 71 Dream Sport uit, waarschijnlijk als goedkoop alternatief voor de CB 77 Super Hawk. De CB 71 leek erg veel op de CB 92 Benly Super Sport, met zijn hoekige tank met knierubbers en het kleine fly screen. In tegenstelling tot de Super Hawk had de Dream Sport een plaatframe en een geduwde schommelvork. Er werd slechts een klein aantal van deze machines geproduceerd.

### CB 72 Super Sport (CB 72 Super Hawk)
In 1960 bracht Honda met de CB 72 Super Sport een echt sportief model uit. Daarmee werd de CS 71 Dream van zijn sportieve rol verlost. Deze machine kon die naam nooit waarmaken, want hij was - op de omhooggebogen uitlaten na - identiek dan de normale C 71 en leverde ook slechts 18 pk. Met de komst van de nieuwe serie zouden de CS 72/CSA 72 weliswaar op 20 pk gekomen, maar dat vond Honda niet voldoende en die modellen verschenen dan ook niet. De nieuwe Super Sport had een 180°-krukas (hoewel er ook exemplaren waren met een 360°-krukas) en twee 22mm-carburateurs waarmee het vermogen op 25 pk kwam. Honda claimde een topsnelheid van 155 km/uur, maar die werd slechts onder zeer gunstige omstandigheden gehaald. De machine haalde - afhankelijk van het postuur van de rijder - met gemak 140 à 145 km/uur. Vergeleken met de andere Honda's was ook het uiterlijk veel sportiever. Zo was het lompe voorspatbord vervangen door een veel sportiever en ranker exemplaar en had de CB 72 Super Sport ook een telescoopvork. Al snel had de Super Sport in zijn eigen klasse geen concurrenten meer. De Honda kon goed meekomen met andere sportmodellen tot wel 500 cc. Eigenaren kregen wel te maken met problemen in de onderdelenvoorziening. Honda bleef het blok wijzigen: Oliekanalen werden verplaatst, krukassen gewijzigd, er waren zuigers van verschillende hoogte en er waren verschillende vormen voor de zuigerbodems. Men moest dus zeer nauwkeurig het motornummer doorgeven bij een bestelling, want bij montage van een verkeerde cilinderkop vond de motorolie geen weg naar de nokkenas omdat het oliekanaal doodliep. Ook veranderde de voorvork. Bij de eerste modellen had die nog een kleine assprong, die bij latere modellen verdween. In 1964 vonden de laatste wijzigingen plaats. Vanaf dat moment werden onderdelen beter uitwisselbaar, zelfs met de C 72/CA 72-modellen.

### CB 77 Super Sport (CB 77 Super Hawk)
De CB 77 Super Sport was de 305cc-versie van de CB 72. Het verschil zat alleen in de boring, maar Honda leverde voor deze machine ook opvoerkits, zoals hogere zuigers om de compressieverhouding te wijzigen en andere uitlaten. Het Nederlandse blad "Motor" klokte een 1,90 meter groter rijder op 175 kilometer per uur. Met een dergelijke machine kon men gerust aan een nationale 350- of zelfs 500cc-race deelnemen. Door de opvoerkits te monteren kwam de CB 77 ook al dicht bij de productieracer CR 77.

#### Super Sport of Super Hawk
Honda noemde de beide machines aanvankelijk Super Sport, maar koos voor de export voor de naam Super Hawk. Vooral in Angelsaksische landen werd die naam ook gebruikt, maar in veel landen, waaronder Nederland, bleef het Super Sport.

### CL 72 Scrambler
In 1962 bracht Honda de CL 72 Scrambler uit. Al eerder waren er machines geweest met omhooggebogen uitlaten: "CS"-modellen die als sportmotor verkocht werden maar niet afweken van de toermodellen. Met het sterke motorblok van de Honda CB 72 Super Sport kon men een pittige 250cc-terreinmotor op de markt brengen. De CL 72 week echter wel sterk af van de CB 72. Honda besloot een sterk dubbel wiegframe, 19 inch wielen en grotere veerwegen tot te passen. Daarmee werd de machine geschikt voor zwaar terreinwerk en werd de bodemvrijheid vergroot. Het ontwerp was ten opzichte van de eerdere modellen ook veel moderner en de hoge uitlaten zaten allebei aan de linkerkant van de motorfiets. Latere modellen hadden slechts één uitlaatdemper. De startmotor verviel. Net als bij de CB 72 werd er geëxperimenteerd met verschillende krukassen: 180 en 360°. De CL 72 verdween al in 1965 van de markt en werd pas in 1968 opgevolgd door de Honda CL 250.

### CL 77 Scrambler
Deze 305cc-versie van de CL 72 kwam pas in 1965 op de markt, maar bleef tot aan de aflossing door de Honda CL 350 in 1968. De motor was die van de CB 77 Super Sport/Super Hawk en leverde 28,5 pk.

## Productieracers
In 1962 bracht Honda vier productieracers uit: de Honda CR 110 voor de 50cc-klasse, de Honda CR 93 voor de 125cc-klasse, de Honda CR 72 voor de 250cc-klasse en de Honda CR 77 voor de 350cc-klasse. De machines waren allemaal gebaseerd op de standaardmodellen Super Cub C 100, CB 92 Benly Super Sport, CB 72 Super Sport en CB 77 Super Sport. Ze hadden zelfs afdekplaatjes over de aansluiting van de kickstarter, die vanwege de duwstart bij wegraces kon vervallen.

### CR 72
Vooral in de 250cc-klasse kon Honda uitgaan van goede verkoopaantallen. In het wereldkampioenschap van 1961 waren vijf Honda-coureurs bovenaan in de 250cc-klasse geëindigd: Mike Hailwood was wereldkampioen, Tom Phillis tweede, Jim Redman derde, Kunimitsu Takahashi vierde en Bob McIntyre vijfde. Honda claimde voor de CR 72 een vermogen van 41 pk bij 12.000 toeren per minuut, slechts 6 pk minder dan de Honda RC 163-viercilinder fabrieksracer. De Rhodesiër Bruce Beale bereikte goede resultaten met de CR 72. Als protegé van Jim Redman kreeg hij misschien wat extra steun van Honda, maar hij kreeg geen fabrieksmachines. In het seizoen 1964 eindigde hij als achtste in het wereldkampioenschap, in het seizoen 1965 als zesde.

### CR 77
Voor de 350cc-klasse konden privérijders vanaf 1962 de CR 77 kopen, maar die machine kreeg geen grotere motor. Men moest dus de concurrentie aangaan met een racemotor die eigenlijk 45 cc te klein was. Toch was de CR 77 misschien niet rechtstreeks afgeleid van de CB 77 Super Sport. Er waren carters met magnesium afdekplaten en ook twee aansluitpunten voor een voorste framebuis, die de CB 77 helemaal niet had. Wellicht had men voor een CL 72 Scrambler-carter gekozen, omdat de startmotor ook kon vervallen. De Scrambler had een gesloten wiegframe. Met deze machine was Bruce Beale nog succesvoller dan met de CR 72. In het seizoen 1964 werd zijn beschermheer Jim Redman wereldkampioen met de viercilinder Honda RC 172 en Beale eindigde met zijn CR 77 op de tweede plaats.

## Kinderziekten

### Brekende krukassen
De C 71/C 76-serie had last van brekende krukassen doordat de koppeling op het vliegwiel zat. Dat werd bij de C 72/C 77-serie opgelost door de koppeling op de versnellingsbakas te plaatsen.

### Onderdelenvoorziening
Honda bleef echter het inwendige van motor en versnellingsbak voortdurend wijzigen. Dat leverde problemen op met de bestelling van onderdelen. In Nederland was dat al vervelend, maar in Duitsland en Groot-Brittannië was het extreem lastig.

## Modellen overzicht (tijdlijn)
| 1950-1959                 | 1950-1959                 | 1950-1959                 | 1950-1959                 | 1950-1959                 | 1950-1959   | 1950-1959 | 1950-1959   | 1950-1959   | 1950-1959   | 1960-1969    | 1960-1969         | 1960-1969         | 1960-1969         | 1960-1969         | 1960-1969         | 1960-1969         | 1960-1969         | 1960-1969 | 1960-1969 |
| ------------------------- | ------------------------- | ------------------------- | ------------------------- | ------------------------- | ----------- | --------- | ----------- | ----------- | ----------- | ------------ | ----------------- | ----------------- | ----------------- | ----------------- | ----------------- | ----------------- | ----------------- | --------- | --------- |
| 0                         | 1                         | 2                         | 3                         | 4                         | 5           | 6         | 7           | 8           | 9           | 0            | 1                 | 2                 | 3                 | 4                 | 5                 | 6                 | 7                 | 8         | 9         |
| 350cc-toermodellen:       | 350cc-toermodellen:       | 350cc-toermodellen:       | 350cc-toermodellen:       | 350cc-toermodellen:       | Dream SB    | Dream MF  |             |             |             |              |                   |                   |                   |                   |                   |                   |                   |           |           |
| 250cc-toermodellen:       | 250cc-toermodellen:       | 250cc-toermodellen:       | 250cc-toermodellen:       | 250cc-toermodellen:       | Dream SA    | Dream ME  | C 70 Dream  | C 70 Dream  | C 71 Dream  | C 71 Dream   | C 72 Dream        | C 72 Dream        | C 72 Dream        | C 72 Dream        | C 72 Dream        | C 72 Dream        | C 72 Dream        | CB 250→   | CB 250→   |
| 250cc-toermodellen (VS)   | 250cc-toermodellen (VS)   | 250cc-toermodellen (VS)   | 250cc-toermodellen (VS)   | 250cc-toermodellen (VS)   |             |           |             |             | CA 71 Dream | CA 71 Dream  | CA 72 Dream       | CA 72 Dream       | CA 72 Dream       | CA 72 Dream       | CA 72 Dream       | CA 72 Dream       |                   | CB 250→   | CB 250→   |
| 250cc-sportmodellen:      | 250cc-sportmodellen:      | 250cc-sportmodellen:      | 250cc-sportmodellen:      | 250cc-sportmodellen:      |             |           | CS 70 Dream | CS 70 Dream | CS 71 Dream | CS 71 Dream  | CB 72 Super Sport | CB 72 Super Sport | CB 72 Super Sport | CB 72 Super Sport | CB 72 Super Sport | CB 72 Super Sport | CB 72 Super Sport | CB 250→   | CB 250→   |
| 250cc-sportmodellen:      | 250cc-sportmodellen:      | 250cc-sportmodellen:      | 250cc-sportmodellen:      | 250cc-sportmodellen:      | CE 71 Dream |           |             |             |             |              |                   |                   |                   |                   |                   |                   |                   |           |           |
| 250cc-sportmodellen (VS)  | 250cc-sportmodellen (VS)  | 250cc-sportmodellen (VS)  | 250cc-sportmodellen (VS)  | 250cc-sportmodellen (VS)  |             |           |             |             |             | CSA 71 Dream | CB 72 Super Hawk  | CB 72 Super Hawk  | CB 72 Super Hawk  | CB 72 Super Hawk  | CB 72 Super Hawk  | CB 72 Super Hawk  | CB 72 Super Hawk  | CB 250→   | CB 250→   |
| 305cc-toermodellen:       | 305cc-toermodellen:       | 305cc-toermodellen:       | 305cc-toermodellen:       | 305cc-toermodellen:       |             |           | C 75 Dream  | C 75 Dream  | C 76 Dream  | C 76 Dream   | C 77 Dream        | C 77 Dream        | C 77 Dream        | C 77 Dream        | C 77 Dream        | C 77 Dream        | C 77 Dream        | CB 350→   | CB 350→   |
| 305cc-toermodellen (VS):  | 305cc-toermodellen (VS):  | 305cc-toermodellen (VS):  | 305cc-toermodellen (VS):  | 305cc-toermodellen (VS):  |             |           |             |             | CA 76 Dream | CA 76 Dream  | CA 77 Dream       | CA 77 Dream       | CA 77 Dream       | CA 77 Dream       | CA 77 Dream       | CA 77 Dream       | CA 77 Dream       | CB 350→   | CB 350→   |
| 305cc-sportmodellen:      | 305cc-sportmodellen:      | 305cc-sportmodellen:      | 305cc-sportmodellen:      | 305cc-sportmodellen:      |             |           |             |             |             | CS 76 Dream  | CS 77 Dream       | CS 77 Dream       | CS 77 Dream       | CS 77 Dream       |                   |                   |                   | CB 350→   | CB 350→   |
| 305cc-sportmodellen:      | 305cc-sportmodellen:      | 305cc-sportmodellen:      | 305cc-sportmodellen:      | 305cc-sportmodellen:      |             |           |             |             |             |              | CB 77 Super Sport | CB 77 Super Sport | CB 77 Super Sport | CB 77 Super Sport | CB 77 Super Sport | CB 77 Super Sport | CB 77 Super Sport | CB 350→   | CB 350→   |
| 305cc-sportmodellen (VS): | 305cc-sportmodellen (VS): | 305cc-sportmodellen (VS): | 305cc-sportmodellen (VS): | 305cc-sportmodellen (VS): |             |           |             |             |             | CSA 76 Dream | CSA 77 Dream      | CSA 77 Dream      | CSA 77 Dream      |                   |                   |                   |                   | CB 350→   | CB 350→   |
| 305cc-sportmodellen (VS): | 305cc-sportmodellen (VS): | 305cc-sportmodellen (VS): | 305cc-sportmodellen (VS): | 305cc-sportmodellen (VS): |             |           |             |             |             |              | CB 77 Super Hawk  | CB 77 Super Hawk  | CB 77 Super Hawk  | CB 77 Super Hawk  | CB 77 Super Hawk  | CB 77 Super Hawk  | CB 77 Super Hawk  | CB 350→   | CB 350→   |
| 250cc-scrambler           | 250cc-scrambler           | 250cc-scrambler           | 250cc-scrambler           | 250cc-scrambler           |             |           |             |             |             |              |                   | CL 72 Scrambler   | CL 72 Scrambler   | CL 72 Scrambler   | CL 72 Scrambler   |                   |                   |           |           |
| 305cc-scrambler           | 305cc-scrambler           | 305cc-scrambler           | 305cc-scrambler           | 305cc-scrambler           |             |           |             |             |             |              |                   |                   |                   |                   | CL 77 Scrambler   | CL 77 Scrambler   |                   | CL 350→   | CL 350→   |

## Technische gegevens
| Honda                  | Dream SA                         | Dream SB                         | Dream ME                         | Dream MF                         | C 70 Dream                         | CS 70 Dream                        | C 71 Dream                         | CA 71 Dream                        | CS 71 Dream                        | CE 71 Dream                        | CSA 71 Dream                       | CA 72 Dream                        | C 72 Dream                         | CB 72 Super Sport                  | CA 72 Dream                        | CL 72 Scrambler                    |
| ---------------------- | -------------------------------- | -------------------------------- | -------------------------------- | -------------------------------- | ---------------------------------- | ---------------------------------- | ---------------------------------- | ---------------------------------- | ---------------------------------- | ---------------------------------- | ---------------------------------- | ---------------------------------- | ---------------------------------- | ---------------------------------- | ---------------------------------- | ---------------------------------- |
| Serie                  | 1                                | 1                                | 2                                | 2                                | 3                                  | 3                                  | 4                                  | 4                                  | 4                                  | 4                                  | 4                                  | 5                                  | 5                                  | 5                                  | 5                                  | 5                                  |
| Periode                | 1955                             | 1955                             | 1956                             | 1956                             | 1957-1958                          | 1957-1958                          | 1958-1960                          | 1958-1960                          | 1958-1960                          | 1959                               | 1960                               | 1960-1963                          | 1960-1967                          | 1960-1967                          | 1963-1966                          | 1962-1965                          |
| Categorie              | Toer                             | Toer                             | Toer                             | Toer                             | Toer                               | Sport                              | Toer                               | Toer                               | Sport                              | Sport                              | Sport                              | Toer                               | Toer                               | Sport                              | Toer                               | Scrambler                          |
| Motortype              | OHC                              | OHC                              | OHC                              | OHC                              | OHC                                | OHC                                | OHC                                | OHC                                | OHC                                | OHC                                | OHC                                | OHC                                | OHC                                | OHC                                | OHC                                | OHC                                |
| Bouwwijze              | Luchtgekoelde staande eencilnder | Luchtgekoelde staande eencilnder | Luchtgekoelde staande eencilnder | Luchtgekoelde staande eencilnder | Luchtgekoelde staande paralleltwin | Luchtgekoelde staande paralleltwin | Luchtgekoelde staande paralleltwin | Luchtgekoelde staande paralleltwin | Luchtgekoelde staande paralleltwin | Luchtgekoelde staande paralleltwin | Luchtgekoelde staande paralleltwin | Luchtgekoelde staande paralleltwin | Luchtgekoelde staande paralleltwin | Luchtgekoelde staande tweecilinder | Luchtgekoelde staande paralleltwin | Luchtgekoelde staande tweecilinder |
| Boring                 | 70 mm                            | Onbekend                         | 70 mm                            | Onbekend                         | 54 mm                              | 54 mm                              | 54 mm                              | 54 mm                              | 54 mm                              | 54 mm                              | 54 mm                              | 54 mm                              | 54 mm                              | 54 mm                              | 54 mm                              | 54 mm                              |
| Slag                   | 64 mm                            | Onbekend                         | 64 mm                            | Onbekend                         | 54 mm                              | 54 mm                              | 54 mm                              | 54 mm                              | 54 mm                              | 54 mm                              | 54 mm                              | 54 mm                              | 54 mm                              | 54 mm                              | 54 mm                              | 54 mm                              |
| Cilinderinhoud         | 244,6 cc                         | 350 cc                           | 244,6 cc                         | 350 cc                           | 247,3 cc                           | 247,3 cc                           | 247,3 cc                           | 247,3 cc                           | 247,3 cc                           | 247,3 cc                           | 247,3 cc                           | 247,3 cc                           | 247,3 cc                           | 247,3 cc                           | 247,3 cc                           | 247,3 cc                           |
| Carburateur(s)         | 1 x Keihin                       | 1 x Keihin                       | 1 x Keihin                       | 1 x Keihin                       | 1 x Keihin                         | 1 x Keihin                         | 1 x Keihin                         | 1 x Keihin                         | 1 x Keihin                         | 1 x Keihin                         | 1 x Keihin                         | 1 x Keihin                         | 1 x Keihin                         | 2 x Keihin 22 mm                   | 1 x Keihin                         | 2 x Biliath 22 mm                  |
| Smeersysteem           | Dry-sump                         | Dry-sump                         | Dry-sump                         | Dry-sump                         | Dry-sump                           | Dry-sump                           | Dry-sump                           | Dry-sump                           | Dry-sump                           | Dry-sump                           | Dry-sump                           | Wet-sump                           | Wet-sump                           | Wet-sump                           | Wet-sump                           | Wet-sump                           |
| Ontstekingssysteem     | 6V-Accu-bobine                   | 6V-Accu-bobine                   | 6V-Accu-bobine                   | 6V-Accu-bobine                   | 6V- Vliegwielmagneet               | 6V- Vliegwielmagneet               | 6V- Vliegwielmagneet               | 6V- Vliegwielmagneet               | 6V- Vliegwielmagneet               | 6V- Vliegwielmagneet               | 6V- Vliegwielmagneet               | 6V- Vliegwielmagneet               | 6V- Vliegwielmagneet               | 12V- Accu-bobine                   | 6V- Vliegwielmagneet               | 12V- Accu-bobine                   |
| Startsysteem           | Kickstarter                      | Kickstarter                      | Kickstarter                      | Kickstarter                      | Kickstarter                        | Kickstarter                        | Startmotor                         | Startmotor                         | Startmotor                         | Startmotor                         | Startmotor                         | Startmotor                         | Startmotor                         | Startmotor                         | Startmotor                         | Kickstarter                        |
| Compressieverhouding   | Onbekend                         | Onbekend                         | Onbekend                         | Onbekend                         | 6,2:1                              | 6,2:1                              | 6,2:1                              | 6,2:1                              | 6,2:1                              | 6,2:1                              | 6,2:1                              | 8,3:1                              | 8,3:1                              | 9,5:1                              | 8,3:1                              | 9,5:1                              |
| Max. Vermogen          | 10,5 pk                          | 14 pk                            | 14 pk bij 6.000 tpm              | Onbekend                         | 18 pk bij 7.400 tpm                | 18 pk bij 7.400 tpm                | 18 pk bij 7.400 tpm                | 18 pk bij 7.400 tpm                | 18 pk bij 7.400 tpm                | 18 pk bij 7.400 tpm                | 18 pk bij 7.400 tpm                | 20 pk bij 8.000 tpm                | 20 pk bij 8.000 tpm                | 24 pk bij 9.000 tpm                | 20 pk bij 8.000 tpm                | 24 pk bij 9.000 tpm                |
| Topsnelheid            | Onbekend                         | Onbekend                         | 100 km/uur                       | Onbekend                         | 120 km/uur                         | 120 km/uur                         | 120 km/uur                         | 120 km/uur                         | 120 km/uur                         | 120 km/uur                         | 120 km/uur                         | Onbekend                           | Onbekend                           | 145 km/uur                         | Onbekend                           | Onbekend                           |
| Primaire aandrijving   | Tandwielen                       | Tandwielen                       | Tandwielen                       | Tandwielen                       | Tandwielen                         | Tandwielen                         | Ketting                            | Ketting                            | Ketting                            | Ketting                            | Ketting                            | Ketting                            | Ketting                            | Ketting                            | Ketting                            | Ketting                            |
| Koppeling              | Meervoudige natte plaatkoppeling | Meervoudige natte plaatkoppeling | Meervoudige natte plaatkoppeling | Meervoudige natte plaatkoppeling | Meervoudige natte plaatkoppeling   | Meervoudige natte plaatkoppeling   | Meervoudige natte plaatkoppeling   | Meervoudige natte plaatkoppeling   | Meervoudige natte plaatkoppeling   | Meervoudige natte plaatkoppeling   | Meervoudige natte plaatkoppeling   | Meervoudige natte plaatkoppeling   | Meervoudige natte plaatkoppeling   | Meervoudige natte plaatkoppeling   | Meervoudige natte plaatkoppeling   | Meervoudige natte plaatkoppeling   |
| Versnellingen          | 4 (Repeteer)                     | 4 (Repeteer)                     | 4 (Repeteer)                     | 4 (Repeteer)                     | 4 (Repeteer)                       | 4 (Repeteer)                       | 4 (Repeteer)                       | 4 (Repeteer)                       | 4 (Repeteer)                       | 4 (Repeteer)                       | 4 (Repeteer)                       | 4 (Sequientieel)                   | 4 (Sequientieel)                   | 4 (Sequientieel)                   | 4 (Sequientieel)                   | 4 (Sequientieel)                   |
| Secundaire aandrijving | Ketting                          | Ketting                          | Ketting                          | Ketting                          | Ketting                            | Ketting                            | Ketting                            | Ketting                            | Ketting                            | Ketting                            | Ketting                            | Ketting                            | Ketting                            | Ketting                            | Ketting                            | Ketting                            |
| Rijwielgedeelte        | Plaat-brugframe                  | Plaat-brugframe                  | Plaat-brugframe                  | Plaat-brugframe                  | Plaat-brugframe                    | Plaat-brugframe                    | Plaat-brugframe                    | Plaat-brugframe                    | Plaat-brugframe                    | Plaat-brugframe                    | Plaat-brugframe                    | Plaat-brugframe                    | Plaat-brugframe                    | Buis- ruggengraatframe             | Plaat-brugframe                    | Dubbel wiegframe                   |
| Voorvork               | Telescoopvork                    | Telescoopvork                    | Telescoopvork                    | Telescoopvork                    | Geduwde schommelvork               | Geduwde schommelvork               | Geduwde schommelvork               | Geduwde schommelvork               | Geduwde schommelvork               | Geduwde schommelvork               | Geduwde schommelvork               | Geduwde schommelvork               | Geduwde schommelvork               | Telescoopvork                      | Geduwde schommelvork               | Telescoopvork                      |
| Achtervork             | Swingarm                         | Swingarm                         | Swingarm                         | Swingarm                         | Swingarm                           | Swingarm                           | Swingarm                           | Swingarm                           | Swingarm                           | Swingarm                           | Swingarm                           | Swingarm                           | Swingarm                           | Swingarm                           | Swingarm                           | Swingarm                           |
| Remmen                 | Trommelremmen voor en achter     | Trommelremmen voor en achter     | Trommelremmen voor en achter     | Trommelremmen voor en achter     | Trommelremmen voor en achter       | Trommelremmen voor en achter       | Trommelremmen voor en achter       | Trommelremmen voor en achter       | Trommelremmen voor en achter       | Trommelremmen voor en achter       | Trommelremmen voor en achter       | Trommelremmen voor en achter       | Trommelremmen voor en achter       | Trommelremmen voor en achter       | Trommelremmen voor en achter       | Trommelremmen voor en achter       |
| Tankinhoud             | Onbekend                         | Onbekend                         | Onbekend                         | Onbekend                         | 12 liter                           | 12 liter                           | 12 liter                           | 12 liter                           | 12 liter                           | 12 liter                           | 12 liter                           | Onbekend                           | Onbekend                           | 14 liter                           | Onbekend                           | Onbekend                           |
| Droog gewicht          | Onbekend                         | Onbekend                         | 174 kg                           | 174 kg                           | 158 kg                             | 158 kg                             | 158 kg                             | Onbekend                           | Onbekend                           | Onbekend                           | Onbekend                           | 169 kg                             | 169 kg                             | 153 kg                             | 169 kg                             | 153 kg                             |
| Voorganger             | Dream Model 4E                   | geen                             | SA                               | SB                               | ME                                 | Geen                               | C 70                               | Geen                               | CS 70                              | Geen                               | Geen                               | Geen                               | C 71                               | CS 71                              | CA 72                              | Geen                               |
| Opvolger               | ME                               | MF                               | C 70                             | C 75                             | C 71                               | CS 71                              | C 72                               | CA 72                              | CB 72 Super Sport                  | Geen                               | Geen                               | CA 72                              | CB 250                             | CB 250                             | CB 250                             | Geen                               |

## Technische gegevens (vervolg)
| Honda                  | C 75 Dream                         | C 76 Dream                         | CA 76 Dream                        | CS 76 Dream                        | CSA 76 Dream                       | CA 77 Dream                        | CS 77 Dream                        | CSA 77 Dream                       | C 77 Dream                         | CB 77 Super Sport                  | CA 77 Dream                        | CL 77 Scrambler                    |
| ---------------------- | ---------------------------------- | ---------------------------------- | ---------------------------------- | ---------------------------------- | ---------------------------------- | ---------------------------------- | ---------------------------------- | ---------------------------------- | ---------------------------------- | ---------------------------------- | ---------------------------------- | ---------------------------------- |
| Serie                  | 3                                  | 4                                  | 4                                  | 4                                  | 4                                  | 5                                  | 5                                  | 5                                  | 5                                  | 5                                  | 5                                  | 5                                  |
| Periode                | 1957-1959                          | 1959-1960                          | 1959-1960                          | 1960                               | 1960                               | 1960-1963                          | 1960-1963                          | 1960-1963                          | 1960-1967                          | 1960-1967                          | 1963-1967                          | 1965-1967                          |
| Categorie              | Toer                               | Toer                               | Toer                               | Sport                              | Sport                              | Toer                               | Sport                              | Sport                              | Toer                               | Sport                              | Toer                               | Scrambler                          |
| Motortype              | OHC                                | OHC                                | OHC                                | OHC                                | OHC                                | OHC                                | OHC                                | OHC                                | OHC                                | OHC                                | OHC                                | OHC                                |
| Bouwwijze              | Luchtgekoelde staande paralleltwin | Luchtgekoelde staande paralleltwin | Luchtgekoelde staande paralleltwin | Luchtgekoelde staande paralleltwin | Luchtgekoelde staande paralleltwin | Luchtgekoelde staande paralleltwin | Luchtgekoelde staande paralleltwin | Luchtgekoelde staande paralleltwin | Luchtgekoelde staande paralleltwin | Luchtgekoelde staande tweecilinder | Luchtgekoelde staande paralleltwin | Luchtgekoelde staande tweecilinder |
| Boring                 | 60 mm                              | 60 mm                              | 60 mm                              | 60 mm                              | 60 mm                              | 60 mm                              | 60 mm                              | 60 mm                              | 60 mm                              | 60 mm                              | 60 mm                              | 60 mm                              |
| Slag                   | 53,8 mm                            | 53,8 mm                            | 53,8 mm                            | 53,8 mm                            | 53,8 mm                            | 53,8 mm                            | 53,8 mm                            | 53,8 mm                            | 53,8 mm                            | 53,8 mm                            | 53,8 mm                            | 53,8 mm                            |
| Cilinderinhoud         | 304,2 cc                           | 304,2 cc                           | 304,2 cc                           | 304,2 cc                           | 304,2 cc                           | 304,2 cc                           | 304,2 cc                           | 304,2 cc                           | 304,2 cc                           | 304,2 cc                           | 304,2 cc                           | 304,2 cc                           |
| Carburateur(s)         | 1 x Keihin                         | 1 x Keihin                         | 1 x Keihin                         | 1 x Keihin                         | 1 x Keihin                         | 1 x Keihin                         | 1 x Keihin                         | 1 x Keihin                         | 1 x Keihin                         | 2 x Keihin 26 mm                   | 1 x Keihin                         | 2 x Keihin 26 mm                   |
| Smeersysteem           | Dry-sump                           | Dry-sump                           | Dry-sump                           | Dry-sump                           | Dry-sump                           | Wet-sump                           | Wet-sump                           | Wet-sump                           | Wet-sump                           | Wet-sump                           | Wet-sump                           | Wet-sump                           |
| Ontstekingssysteem     | 6V- Vliegwielmagneet               | 6V- Vliegwielmagneet               | 6V- Vliegwielmagneet               | 6V- Vliegwielmagneet               | 6V- Vliegwielmagneet               | 6V- Vliegwielmagneet               | 6V- Vliegwielmagneet               | 6V- Vliegwielmagneet               | 6V- Vliegwielmagneet               | 12V- Accu-bobine                   | 6V- Vliegwielmagneet               | 12V- Accu-bobine                   |
| Startsysteem           | Kickstarter                        | Startmotor                         | Startmotor                         | Startmotor                         | Startmotor                         | Startmotor                         | Startmotor                         | Startmotor                         | Startmotor                         | Startmotor                         | Startmotor                         | Kickstarter                        |
| Compressieverhouding   | Onbekend                           | Onbekend                           | Onbekend                           | Onbekend                           | Onbekend                           | Onbekend                           | Onbekend                           | Onbekend                           | Onbekend                           | 9,5:1                              | Onbekend                           | 9,5:1                              |
| Max. Vermogen          | Onbekend                           | 23 pk                              | 23 pk                              | 23 pk                              | 23 pk                              | 23 pk                              | 23 pk                              | 23 pk                              | 23 pk                              | 28 pk bij 9.000 tpm                | 23 pk                              | 28 pk bij 9.000 tpm                |
| Topsnelheid            | Onbekend                           | Onbekend                           | Onbekend                           | Onbekend                           | Onbekend                           | Onbekend                           | Onbekend                           | Onbekend                           | Onbekend                           | 168 km/uur                         | Onbekend                           | Onbekend                           |
| Primaire aandrijving   | Tandwielen                         | Tandwielen                         | Tandwielen                         | Tandwielen                         | Tandwielen                         | Ketting                            | Ketting                            | Ketting                            | Ketting                            | Ketting                            | Ketting                            | Ketting                            |
| Koppeling              | Meervoudige natte plaatkoppeling   | Meervoudige natte plaatkoppeling   | Meervoudige natte plaatkoppeling   | Meervoudige natte plaatkoppeling   | Meervoudige natte plaatkoppeling   | Meervoudige natte plaatkoppeling   | Meervoudige natte plaatkoppeling   | Meervoudige natte plaatkoppeling   | Meervoudige natte plaatkoppeling   | Meervoudige natte plaatkoppeling   | Meervoudige natte plaatkoppeling   | Meervoudige natte plaatkoppeling   |
| Versnellingen          | 4 (Repeteer)                       | 4 (Repeteer)                       | 4 (Repeteer)                       | 4 (Repeteer)                       | 4 (Repeteer)                       | 4 (Sequientieel)                   | 4 (Sequientieel)                   | 4 (Sequientieel)                   | 4 (Sequientieel)                   | 4 (Sequientieel)                   | 4 (Sequientieel)                   | 4 (Sequientieel)                   |
| Secundaire aandrijving | Ketting                            | Ketting                            | Ketting                            | Ketting                            | Ketting                            | Ketting                            | Ketting                            | Ketting                            | Ketting                            | Ketting                            | Ketting                            | Ketting                            |
| Rijwielgedeelte        | Plaat-brugframe                    | Plaat-brugframe                    | Plaat-brugframe                    | Plaat-brugframe                    | Plaat-brugframe                    | Plaat-brugframe                    | Plaat-brugframe                    | Plaat-brugframe                    | Plaat-brugframe                    | Buis- ruggengraatframe             | Plaat-brugframe                    | Dubbel wiegframe                   |
| Voorvork               | Geduwde schommelvork               | Geduwde schommelvork               | Geduwde schommelvork               | Geduwde schommelvork               | Geduwde schommelvork               | Geduwde schommelvork               | Geduwde schommelvork               | Geduwde schommelvork               | Geduwde schommelvork               | Telescoopvork                      | Geduwde schommelvork               | Telescoopvork                      |
| Achtervork             | Swingarm                           | Swingarm                           | Swingarm                           | Swingarm                           | Swingarm                           | Swingarm                           | Swingarm                           | Swingarm                           | Swingarm                           | Swingarm                           | Swingarm                           | Swingarm                           |
| Remmen                 | Trommelremmen voor en achter       | Trommelremmen voor en achter       | Trommelremmen voor en achter       | Trommelremmen voor en achter       | Trommelremmen voor en achter       | Trommelremmen voor en achter       | Trommelremmen voor en achter       | Trommelremmen voor en achter       | Trommelremmen voor en achter       | Trommelremmen voor en achter       | Trommelremmen voor en achter       | Trommelremmen voor en achter       |
| Tankinhoud             | Onbekend                           | Onbekend                           | Onbekend                           | Onbekend                           | Onbekend                           | 13 Liter                           | 13 Liter                           | 13 Liter                           | 13 Liter                           | 14 liter                           | Onbekend                           | Onbekend                           |
| Droog gewicht          | Onbekend                           | Onbekend                           | Onbekend                           | Onbekend                           | Onbekend                           | 169 kg                             | 169 kg                             | 169 kg                             | 169 kg                             | 159 kg                             | 169 kg                             | 160 kg                             |
| Voorganger             | Dream MF                           | C 75                               | Geen                               | Geen                               | Geen                               | CA 76                              | CS 76                              | CSA 76                             | C 76                               | CS 76                              | CA 77                              | Geen                               |
| Opvolger               | C 76                               | C 77                               | CA 77                              | CS 77                              | CSA 77                             | CA 77                              | CB 350                             | CB 350                             | CB 350                             | CB 350                             | CB 350                             | CL 350                             |

## Trivia

### Elvis Presley
Elvis Presley reed een Honda CB 77 Super Hawk in de film Roustabout uit 1964.

### Zen and the Art of Motorcycle Maintenance
Robert M. Pirsig reisde in 1968 met zijn zoon en een aantal vrienden van zijn woonplaats Saint Paul (Minnesota) naar Petaluma (Californië). Hij gebruikte hiervoor een Honda CB 77 Super Hawk. De reis werd de basis voor zijn boek "Zen and the Art of Motorcycle Maintenance: An Inquiry into Values". In het boek is de Honda niet vermeld, wel de BMW R 60/2 van reisgenoten John en Sylvia Sutherland. Pirsig was in 2007 nog steeds eigenaar van zijn CB 77 Super Hawk.